# Риё, Пьер де
Пьер де Рошфо́р (фр. Pierre de Rochefort) или де Рьё (de Rieux; 9 сентября 1389 года — 1439 год) — полководец из знатной бретонской семьи; маршал Франции, более известный под именем маршала Рошфора; участник Столетней войны; сын Жана II де Рьё.
Будучи губернатором Сен-Мало, унаследовал от отца должность маршала Франции 12 августа 1417 года.
В 1418 году был одним из советников дофина Карла, будущего французского короля Карла VII.
Некоторое время находился в плену у англичан, потом отличился при осадах Руана (1419) и Тура (1420), в 1435 году с успехом защищал Сен-Дени, прогнал англичан из Дьепа и заставил их снять осаду Арфлёра (1437). Возвращаясь в Париж, был захвачен комендантом Компьеня, Гийомом Флави (Guillaume de Flavy, ок. 1398—1449), сторонником англичан, и умер через 9 месяцев тюремного заключения.